# Ileana Sonnabend
Ileana Sonnabend Schapira (Boekarest, 29 oktober 1914 – New York, 21 oktober 2007) was een Amerikaans galeriehoudster van Roemeense komaf die een vooraanstaande rol speelde in de internationale kunstmarkt in de tweede helft van de 20e eeuw. Haar eerste echtgenoot was de galeriehouder en kunsthandelaar Leo Castelli. Vanwege haar verdienstelijke rol bij de doorbraak van de Amerikaanse popart in Europa, wordt zij wel de "moeder van de popart" genoemd. Haar eerste galerie Sonnabend opende zij in 1962 in Parijs gevolgd door haar tweede galerie in 1970 in New York.

## Leven en werk
Ileana, dochter van de welgestelde Joodse bankier Michail Schapira en Marianne Strate-Felber uit Wenen, groeide op in Boekarest. Op haar 18e trouwde zij met de bankerszoon Leo Castelli. Tijdens hun huwelijksreis naar Wenen kochten zij hun eerste kunstwerk, een aquarel van Henri Matisse. In 1935 gingen zij in Parijs wonen, waar Castelli een baan kreeg bij de Banca d'Italia. In deze kunstmetropool kwamen ze in contact met de surrealisten rond Max Ernst en Salvador Dalí en begonnen kunst te verzamelen. In 1939 opende Castelli een eerste galerie. Ze presenteerden in hun eerste tentoonstelling moderne en antieke meubels en werken van surrealisten als Max Ernst, Meret Oppenheim en anderen. Toen Parijs bezet werd door de Duitse overheersers stokte de handel en in 1941 wist de familie via Marokko en Cuba te ontkomen naar New York.
In New York maakte het echtpaar al snel deel uit van de culturele bovenklasse. Castelli werkte in een textielfirma en organiseerde begin jaren 50 tentoonstellingen die de doorbraak van het abstract expressionisme zouden betekenen. Tot de vriendenkring van het huis behoorden kunstenaars als Jackson Pollock, Franz Kline, Cy Twombly, Alberto Giacometti en Marcel Duchamp. Castelli opende in 1957 zijn galerie. Na de scheiding van het paar in 1959 trouwde Ileana met Michael Sonnabend, een Dante-liefhebber en Michelangelo-onderzoeker die zij al sinds de jaren 40 kende.

### Ileana Sonnabend Gallery
In 1962 opende Ileana Sonnabend in Parijs aan de Quai des Grands-Augustins haar eerste eigen galerie. In overleg maar ook in zakelijke concurrentie met Castelli, met wie zij haar hele leven bevriend zou blijven, wist zij vanuit Parijs en Venetië een netwerk van verzamelaars op te bouwen dat bijdroeg aan zowel de doorbraak van jonge Amerikaanse kunstenaars van de popart en de minimal art in Europa als later aan de doorbraak van Europese kunstenaars van de arte povera en het neo-expressionisme in Amerika.
In Parijs toonde zij als eerste Jasper Johns en daarna ook Claes Oldenburg, Roy Lichtenstein, Robert Rauschenberg en Andy Warhol. Later had zij een ruimere galerie in de Rue Mazarine waar zij Roy Lichtenstein, Jim Dine, James Rosenquist, Claes Oldenburg, George Segal, Donald Judd en Robert Morris presenteerde. Vanaf 1965 had zij een pied-à-terre aan de Calle del Dose in Venetië.
De Amerikaanse Sonnabend Gallery werd in 1970 geopend aan 420 West Broadway in SoHo in Manhattan en was in een gezamenlijk pand met onder andere ook de galerie van Leo Castelli. In de jaren 70 was SoHo het toonaangevende galeriedistrict van New York. De opening van de galerie werd opgeluisterd met een performance van Gilbert & George. Daarna volgden tentoonstellingen van Jannis Kounellis, Mario Merz en Bernd en Hilla Becher. In de jaren 80 presenteerde zij Duitse schilders als Georg Baselitz, Anselm Kiefer, Jörg Immendorff en A.R. Penck. In de jaren 90 zette zij in op de neo-geo en de neopop en toonde in 1992 bijvoorbeeld de tentoonstelling Made in Heaven waarin Jeff Koons en la Cicciolina in erotische scènes zijn uitgebeeld. Ook toonde zij Vito Acconci en Peter Halley. Na een inzinking in de kunstmarkt eind jaren 80 was het uiteindelijk galerie Sonnabend, die met haar dependances in Parijs en Rome de meeste van de snel stijgende en gevestigde kunstenaars wist te binden.
De galerie verhuisde, na opheffing van andere vestigingen, in 2000 naar het nieuwe galeriedistrict Chelsea en werd na haar overlijden in 2007 voortgezet door haar (geadopteerde) zoon, Antonio Homem.
Haar man Michael Sonnabend was in 2001 gestorven op 100-jarige leeftijd. De waarde van haar kunstcollectie werd in verband met erfbelasting geschat op $ 876 miljoen. In 2011 werd een selectie uit haar privéverzameling getoond in de expositie Ileana Sonnabend: An Italian Portrait in de Peggy Guggenheim Collection in Venetië. In december 2013 wordt de tentoonstelling Ileana Sonnabend: Ambassador for the New geopend in het Museum of Modern Art, naar aanleiding van de schenking van het werk Canyon uit 1959 van Robert Rauschenberg door de erfgenamen aan dit museum.

## Tentoonstellingen
Amerikanen
- Vito Acconci
- Jim Dine
- Peter Halley
- Jasper Johns
- Donald Judd
- Jeff Koons
- Roy Lichtenstein
- Robert Morris
- Claes Oldenburg
- James Rosenquist
- Robert Rauschenberg
- George Segal
- Andy Warhol

Europeanen
- Georg Baselitz
- Bernd en Hilla Becher
- Hanne Darboven
- Gilbert & George
- Jörg Immendorff
- Anselm Kiefer
- Jannis Kounellis
- Mario Merz
- A.R. Penck